# بين كارتر
بين كارتر (بالإنجليزية: Ben Carter)‏ هو كاتب أغاني بريطاني، ولد في 22 أغسطس 1981 في هدرسفيلد في المملكة المتحدة.